# حزم الجلاميد
حزم الجلاميد قرية تقع في شمال السعودية وتتبع منطقة الحدود الشمالية، وتعتبر هذه القرية الصغيرة عاصمة معدن الفوسفات في المملكة العربية السعودية غرب مدينة عرعر ب 100كم وشرق مدينة طريف 140كم، وتبعد عن حدود العراق 60 كم شمالا، وتقع جنوبها محمية الحرة. وهي قرية صغيرة غير منظمة وتعتبر منطقة استراحة للمسافرين من بلاد الشام والخليج، وهي أحد أقدم القرى في الشمال.

## الاسم
اسمه مركب من اسمين حزم وجلاميد:
حزم فهو نسبة لارتفاعه وهو بعبارة أخرى كالتل، وأما جلاميد فهي لوجود أو لكثرة الحجر الأبيض الذي يوجد فيه أو من مكوناته وهو أيضا يوجد حول المنطقة.

## الموقع
تبعد عن مدينة عرعر عاصمة الحدود الشمالية بالسعودية ما يقارب 100 كيلو متر من جهة الغرب وتبعد عن مدينة طريف ما يقارب 140 كم تقريبا من جهة الشرق وتبعد عن هجرة ابن بكر ما يقارب 60 كم تقريبا من جهة الغرب.

## السكان
معظم السكان هم من البادية.

## الخدمات

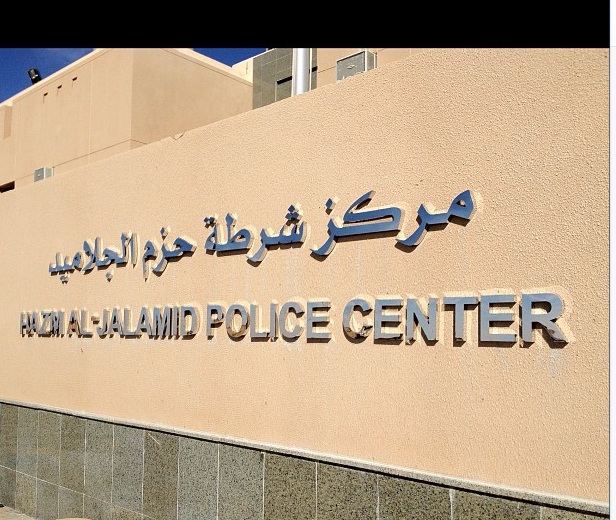
صورة لمركز شرطة حزم الجلاميد

توجد به محطتان وجميع المستلزمات، وكذلك توجد محطة غربي المنطقة باتجاه طريف تبعد 40 كم.

## الثروة الطبيعية
تمتاز حزم الجلاميد بوجود معادن كثيرة فيه ولعل أشهرها الفوسفات الذي استثمرت فيه شركة معادن ما يقارب 2.25 مليار ريال لإستخراج الفوسفات، حيث يقع منجم الفوسفات ومصنع لرفع نسبة تركيز الخام.